# OpenAlex
OpenAlex, nomeada em referência à Biblioteca de Alexandria, é uma base de dados bibliométricos (catálogo de artigos científicos, autores e instituições) com dados em modo de acesso aberto (open access). Lançada em 2022 a partir de uma base bibliográfica fornecida gratuitamente pela Microsoft, o banco de dados concorre com produtos comerciais como o WoS da Clarivate ou o Scopus da Elsevier.

## História
Em 1 de janeiro de 2022, o banco de dados Microsoft Academic Graph (MAG) parou de ser atualizado. Ele inicialmente continha metadados de 209 milhões de documentos (artigos de revistas, livros, etc.), 213 milhões de nomes de autores desambiguados, 124.000 nomes de locais (locais que hospedam obras, como revistas e repositórios online), 109.000 nomes de instituições e 65.000 conceitos do Wikidata (ligados por um classificador hierárquico automatizado multi-tag).
Em seu lugar, a organização sem fins lucrativos OurResearch propôs um banco de dados bibliográfico de acesso livre, OpenAlex, com a ambição de oferecer um catálogo completamente aberto do sistema de pesquisa global ("a fully open catalog of the global research system").

## Conteúdo
O primeiro conjunto de dados é derivado do Microsoft Academic Graph (MAG). Ela é regularmente complementada pela contribuição de outras bases de dados: os dados sobre instituições vêm do Research Organization Registry (ROR), os dados sobre autores vêm do ORCID e os conceitos (Campos de Estudo) do Wikidata.
Para consultar a base, uma interface gráfica rudimentar foi implementada em 2022. O conteúdo da base está disponível por meio de API REST. O código-fonte do OpenAlex é aberto e o acesso à API é gratuito.
Em 2024, já com uma interface gráfica muito mais robusta, o OpenAlex indica conter 250 milhões de trabalhos científicos de 250.000 fontes, 90 milhões de autores e autoras (desambiguados) e 100.000 instituições. Essas estatísticas são maiores do que as do Scopus ou do WoS, mas alguns dados, especialmente relacionados às afiliações institucionais, podem apresentar inconsistências.